# Zondeval
De zondeval is een theologisch concept in het christendom dat stelt dat zonde in de wereld kwam met de gebeurtenissen in het verhaal in Genesis 3, over de schending van Adam en Eva (de eerste mensen) van Gods verbod van de boom van de kennis van goed en kwaad te eten (Genesis 2:17), de "oerzonde". Volgens het theologische concept van de erfzonde hebben alle mensen de zonde vervolgens van Adam en Eva geërfd.

## Het verhaal in Genesis 3

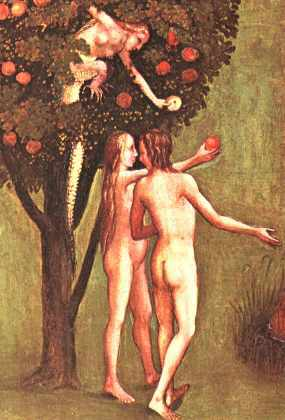
"De zondeval", detail van het Weense Laatste Oordeel-drieluik door Jheronimus Bosch

Het verhaal van de zondeval volgt op het tweede scheppingsverhaal in Genesis 2:4b-25, over de schepping van Adam en zijn vrouw en hun overplaatsing naar de Hof van Eden, en is daarmee op verschillende manieren verbonden. Zo zijn daar de "boom van de kennis van goed en kwaad" (Genesis 2:9,17 en indirect in Genesis 3:5,22), de "boom in het midden van de tuin" (Genesis 2:9 en 3:3), de "levensboom" (Genesis 2:9 en 3:22,24), Gods verbod dat de dood aankondigt (Genesis 2:17 en 3:1-6,11,17) en menselijke naaktheid Genesis 2:25 en 3:7,10,11). De introductie van de slang als verleider van de vrouw (Genesis 3:1-6) markeert echter het begin van een nieuw verhaal, eindigend met de verdrijving uit de Hof van Eden (Genesis 3:23-24). Het verhaal zelf is als volgt:
Ergens na de schepping van de eerste mensen werd de eerste vrouw door de slang verleid om een vrucht van de boom "in het midden van de tuin" te eten, terwijl God dit eerder verboden had. God had hen gewaarschuwd dat als ze van deze vruchten zouden eten, zij zouden sterven. De slang beweerde dat als zij van de vruchten van die boom zouden eten, zij helemaal niet zouden sterven, maar integendeel hun ogen zouden opengaan, zij als goden zouden zijn en kennis zouden hebben van goed en kwaad.
De vruchten kregen een grote aantrekkingskracht op de vrouw: de "vruchten zagen er heerlijk uit, ze waren een lust voor het oog, en ze vond het aanlokkelijk dat de boom haar wijsheid zou schenken". De vrouw plukte daarop een paar vruchten en at ervan. Ze gaf ook wat aan haar man en die at er ook van. Hun ogen werden hierdoor geopend en zij merkten dat zij naakt waren. Daarom regen ze vijgenbladeren aan elkaar en maakten er lendenschorten van.
Toen de man en vrouw God in de koelte van de avondwind in de tuin hoorden wandelen, verborgen zij zich. God vermoedde dat zij hadden gegeten van de verborgen vruchten en vroeg de man of dit klopte. De man gaf de vrouw de schuld en de vrouw vervolgens de slang.
God vervloekte hierop de slang. Tegen de vrouw zei hij dat haar zwangerschap een zware last zou worden en baren hard zwoegen. Zij zou haar man begeren, maar de man zou over haar heersen. De man zou zijn hele leven moeten zwoegen om uit de akker voedsel te produceren. "Zweten zul je voor je brood, totdat je terugkeert tot de aarde, waaruit je bent genomen: stof ben je, tot stof keer je terug."

## Receptie

### Hebreeuwse Bijbel
De Hebreeuwse Bijbel kent vrijwel geen verwijzingen naar het verhaal in Genesis 3. Hoewel de Hebreeuwse Bijbel uitspraken bevat die erop wijzen dat de mens een aangeboren neiging tot zondigen heeft (Psalm 51:7; Genesis 6:5; 8:21), geven deze hier Adam niet de schuld van. Daarnaast zijn er uitspraken dat alle mensen zondig zijn (Job 4:17-19; 14:4; 15:14; 25:4; 1 Koningen 8:46; Jesaja 9:7; 64:5; Jeremia 5:1-5; 25:4f; Prediker 7:20; Sirach 8:5; Spreuken 20:9; Psalm 14:3; 53:4; 130:3; 143:2), maar zijn daarop ook enkele uitzonderingen (Genesis 5:24; 6:9; Job 1:1; 2:3; 3:10; Jesaja 52:13-53:12). Hierop zijn de positieve uitspraken gebaseerd dat de mens in staat is de Wet te vervullen (Deuteronomium 30:11,14; Job 1:1,22; Psalm 1:1) en de loerende zonde meester te blijven (Genesis 4:7; Sirach 15:14-17). Volgens Ezechiël 18:20 is ieder mens voor zijn eigen daden verantwoordelijk en wordt enige verantwoordelijkheid voor de zondes van vaders door God eenduidig ontkend.

### Judaïsme
Pas in de vroeg-judaïstische apocalyptische literatuur, toen men de verhalen over donkere machten en krachten overdacht, kreeg de "oerzonde" niet alleen betekenis als oorzaak van alle kwaad (Vita Adae et Evae 34; slawHen 30:17), maar ook als "zondeval" omdat sinds de ongehoorzaamheid van de oerouders de zonde het karakter van een fataliteit voor alle mensen kreeg (vergelijk Openbaring van Mozes 32; Syrische Baruch-apocalyps 48:42f; 4 Ezra 7:118). Een eenduidige uitspraak dat de zonde van de oerouders door alle nakomelingen werd geërfd ontbreekt echter in vroeg-judaïstische geschriften. De Qumran-sekte geloofde wel in een aangeboren neiging tot zonde (1QH 4:29f).
Pas in het apocriefe Sirach 25:29 wordt de "oerzonde" uit Genesis 3 als het begin van het zondigen genoemd en gezien als oorzaak waardoor allen sterven. In Wijsheid 2:24 wordt het als oorzaak van de eeuwige dood van zondaars genoemd.
Philo van Alexandrië verklaarde zondigen als de mensen aangeboren. De rabbijnen ontwikkelden later de leer dat de mens met zowel een goede als een slechte aard geschapen werd, waarmee zij het conflict tussen goed en kwaad op God zelf terugvoerden, zonder echter de mensen hun verantwoordelijkheid voor eigen handelen te ontnemen. De slechte aard is de individuele neiging tot zondigen, maar niet een door Adam veroorzaakte zondige constitutie.

### Christendom
Paulus betoogde in zijn Adam-Christus typologie in Romeinen 5:12-21 dat "de dood voor ieder mens [is] gekomen, want ieder mens heeft gezondigd". Bezorgd dat de toewijding jegens Christus van de Korintiërs in gevaar zou worden gebracht door de leer van een ander evangelie verwees Paulus naar het voorbeeld van de slang, die Eva misleidde door een leugen (2 Korintiërs 11:3).
Romeinen 5:12 geldt als het klassieke bewijs van de leer van de erfzonde. Omdat de Vulgaat in dit vers ἐφ’ ᾧ, eph 'hōi ("omdat, vanwege dat") vertaalde met in quo ("in de"), ontstond vanaf Ambrosiaster de interpretatie waarbij in quo op "één mens" dan wel op "de zonde van één mens" van toepassing werd gebracht. Dit is niet houdbaar, want volgens Paulus is niet alleen Adam een zondaar, maar zijn alle mensen schuldig aan hun eigen zonden. Daarom is het eenzijdige terugvoeren van zonde op Adam niet juist.

## Theologische spanningsvelden
Hoe eenvoudig het verhaal in Genesis 3 ook is, het werpt vragen op die eeuwenlang voor discussie hebben gezorgd en waarvoor verschillende verklaringen zijn aangedragen:

### Het vraagstuk van de twee bomen
Een van de meest opvallende spanningsvelden in de tekst is de tweevoudige verdrijving uit de tuin in Genesis 3:22-24 en de gerelateerde vermelding van verschillende bomen. De relatie tussen de "boom van kennis" en de "boom des levens", die beide in het midden van de tuin zijn (Genesis 2:9), is onduidelijk. Het verbod van JHWH betreft de "boom van kennis" (Genesis 2:17), die waarschijnlijk in het midden van de tuin stond (Genesis 3:3,5). Adam en Eva aten niet van de "boom des levens" en om te voorkomen dat dit in de toekomst zou gebeuren en de mens voor eeuwig zou leven (Genesis 3:22), verdreef God hen uit de tuin (Genesis 3:23). De vermelding van twee bomen die beslissend zouden zijn voor de toekomst van de mens, heeft geleid tot verschillende historische of redactionele hypothesen over de oorsprong van de tekst.
Historisch-kritisch onderzoek van de Hebreeuwse Bijbel en de documentaire hypothese hebben Genesis 2:4b-3:24 (los van enkele toevoegingen) gewoonlijk toegeschreven aan de Jahwist. Onderdelen zijn verschillend gedateerd, maar van het voorliggend materiaal kan worden aangetoond dat het mythologische motieven uit het Oude Nabije Oosten, Kanaän en Egypte heeft overgenomen. In deze hypothese worden spanningen in de tekst niet alleen overleveringskritisch maar ook door semantische overwegingen geprobeerd te verklaren.
Het probleem van de twee bomen wordt bijvoorbeeld door Scharbert verklaard door deze naar de verzamelnaam עֵץ, "hout", "boom" te interpreteren als "boomsoort", waartoe beide bomen zouden hebben behoord. Later hielden veel commentatoren rekening met een aanpassing van de Jahwistische redactie door een jehovistische, omdat naast de aanduiding van JHWH als naam van God ook Elohim wordt gebruikt in Gen 2:4b-3:24. Terwijl de Jahwist alleen het oudere motief van de "boom des levens" noemde, heeft de Jehovist de "boom der kennis" toegevoegd. Anderen dateren de toevoeging van de boom der kennis en de eindredactie van de tekst in de post-exilische periode, omdat alleen Job 15:7f en Ezechiël 28:11-19 zijn gebaseerd op de idee van een Paradijs en omdat hier de latere wijsheidsterminologie wordt gebruikt tegen de achtergrond van een deuteronomistische en priesterlijk geschreven theologie. De bomen zouden verwijzen naar de "ambivalentie van menselijke wijsheid" en "de ambivalentie van de schepping en van het menselijk bestaan" waarin het morele en juridische oordeel van de mens wordt uitgelegd. Pfeiffer veronderstelt een pre-literaire paradijstraditie met als thema de "boom in het midden van de tuin", die hij identificeerde met uit het oude nabije oosten bekende teksten over de "wereldboom" en beschouwt de oorspronkelijke vorm van het paradijsverhaal als door deuteronomistische theologie beïnvloed, maar pre-priesterlijk.

### De rol van de slang
De rol van de slang als verleider kan zijn overgenomen van oude mythen. In het Gilgamesj-epos beroofde een slang de held van het levenskruid. In Egypte werden de godinnen Meretseger en Renenutet afgebeeld met een slangengezicht of specifiek van een cobra. De polyvalentie van de slang is grondig in mythologie verweven, waarvoor vele iconografische bewijzen zijn uit het Oude Egypte, het oude Nabije Oosten en Palestina. Hoe dan ook, het Hebreeuwse woord voor slang נָחָשׁ, nahas is mannelijk, wat soms als verklaring wordt gebruikt waarom de "slang" zich tot de vrouw wendde en niet tot Adam. Adam zou de slang toen hij alle dieren een naam gaf (Genesis 2:19f) niet hebben erkend als een gelijkwaardige, behulpzame tegenhanger. En aangezien de slang een symbool was van de Kanaänitische god Baäl - vooral als symbool voor de mannelijke seksuele kracht - zou de passage kunnen zinspelen op geschillen met de Kanaänitische Baälaanbidding, vooral omdat de slang in Genesis 3:1 duidelijk ondergeschikt wordt gemaakt als schepsel van JHWH, maar ook nadrukkelijk als het sluwste van alle dieren wordt beschreven. Loh brengt de slang niet in verband met de Baälaanbidding, maar met de Kanaänitische "vruchtbaarheid, liefde en moedergodin".
Recentere studies verwerpen de traditionele opvatting dat Genesis 2:4b-3:24 ouder is dan het scheppingsverhaal van Genesis 1:1-2:4a in de priestercodex en zien de tekst als een bewust Genesis 1 corrigerende versie van het scheppingsverhaal, waarvan de definitieve versie diep in de post-exilische tijd werd vastgesteld. De verwantschap tussen Genesis 2f en de jongere wijsheidsliteratuur wordt daarbij ook benadrukt. Sommige exegeten beschouwen de teksten grotendeels als een literair consistente eenheid (behalve Genesis 2:10-14). De joodse exegeet B. Jacob (1862-1945) wees in zijn in 1934 gepubliceerde commentaar op Genesis de bronnenverdeling van de Pentateuch af en beschouwde het boek Genesis als het werk van één schrijver die oudere bronnen gebruikte. Jakob zag Genesis 2 en 3 als een logisch vervolg op Genesis 1, met als doel de mens van losbandige dromen af te brengen.

## Interpretatie

### Seksuele interpretatie
Omdat het Hebreeuwse werkwoord ידע, jd zowel wordt gebruikt voor het intellectuele "weten / kennen" als voor het voltrekken van de seksuele daad (Genesis 4:1,17,25), werd aangenomen dat de eerste zonde bestond uit de gemeenschap van Adam met zijn vrouw, waardoor ze tot het niveau van onredelijke dieren werden verlaagd en daarom uit het paradijs werden verdreven. Volgens Rottzoll "betrof het oudere zondevalverhaal dat door J [de Jahwist] in Genesis 3 werd ingepast, waarschijnlijk een Kanaänitische god-jaloezie-mythe, die probeerde te vertellen hoe de mensheid erin slaagde om de oorspronkelijk alleen aan de goden (Elohim!) voorbehouden seksualiteit te bezitten." Een mogelijk verband met seksualiteit komt in het huidige verhaal alleen voor bij de ontdekking van naaktheid en de daarop volgende lichamelijke schaamte (Genesis 3:7), de seksuele vereniging van de oerouders wordt hier niet genoemd, maar alleen in Genesis 4:1. Genesis 2:24 weerspreekt ook een negatieve evaluatie van de seksuele daad; integendeel, het verenigen van mannen en vrouwen wordt daar goddelijk gewenst gemaakt.
Binnen deze seksuele interpretatie kan de boom des levens een belangrijke rol spelen: aangezien de mens niet van de boom des levens eet en daarom niet voor altijd kan leven, moet hij door reproductie als alle andere wezens zijn. Kennis over de noodzaak van voortplanting kwam volgens deze theorie echter pas na de uitzetting en kan daarom niet de reden zijn voor de straf bij de uitzetting. Individuele motieven binnen Genesis 2:4a-3:24 kunnen wijzen op seksuele adolescentie, die duidelijker wordt wanneer deze met oude oosterse vergelijkende teksten wordt vergeleken.
In een variant van deze theorie wordt geslachtsgemeenschap op zich niet als zondig beschouwd, maar speculeert dat Adam zich vroeger dan betaamde met zijn vrouw verenigde en bestond de schuld van de oerouders daar uit. Blijkbaar moet deze variant worden beschouwd tegen de achtergrond van een christelijk huwelijk, maar hierover staat geen verwijzing in de tekst.

### Ethische interpretatie
In deze interpretatierichting wordt een toegenomen hoeveelheid ethische kennis als resultaat van het eten van de boom van kennis van goed en kwaad verondersteld. Hoewel Genesis 2 bepaalde intellectuele vermogens in Adam vooronderstelt (zoals voor de verzorging van de tuin (Genesis 2:15) en de naamgeving van de dieren (Genesis 2:19f)) hebben deze kennelijk ook betrekking op de naleving van een goddelijk verbod, maar het blijft openstaan of Adam weet wat "sterven" betekent (Genesis 2:17). De aanzet tot het eten van de verboden vruchten kwam niet vanuit Adam of Eva zelf, maar door de verleidelijke spraak van de slang. De tekst geeft echter geen antwoord op de vraag waarom de slang de mens verleidde om Gods verbod te overtreden. Volgens Wijsheid 2:24 kwam de dood in de wereld door de afgunst van de duivel - een vroege poging om het verhaal te verklaren, maar het laat open waar de duivel jaloers op was en identificeert de slang al als een duivel. Gezien het gebrek aan cognitieve vaardigheid van de mens, is het de vraag of men het toegeven aan verleiding een zonde kan noemen, ook omdat de Bijbel zelf hier geen enkele term voor 'zonde' gebruikt. Daarom is de term "zondeval" twijfelachtig. De consequenties van het eten van de boom van kennis zijn echter duidelijk: de mens kan zich niet langer ethisch onverschillig gedragen, hij moet kiezen tussen alternatieve handelwijzen. Volgens Dohmen, die het motief van de boom der kennis toekent aan de Jehovisten, is de daad van Genesis 3:1-7 voor de Jehovisten de "oerknal van morele autonomie". Met de veronderstelling van de voortplanting van alle mensen na Adam en Eva, verbond men de idee dat alle mensen de zondigheid van Adam zouden erven. Deze verklaring, die niet in de tekst staat geformuleerd, leidde onder andere ook tot de ontwikkeling van de leer van de erfzonde.
Jakob verzet zich tegen de interpretatie van de slang als een kwaadaardig buitenaards wezen of de duivel en beschouwt de slang als een beeld van sluwe verleiding en volgt zelfs Philo's "zinnebeeld van יֵצֶר הָרָע, hē hēdonē , 'de drang naar het kwaad', 'het zinnelijke verlangen'". Voor Jakob is de essentie van zonde ongehoorzaamheid aan Gods gebod. Het verbod om te eten van de "boom van de kennis van goed en kwaad" interpreteerde hij op basis van Deuteronomium 30:15f als een keuze van leven en dood. Echter, God bevestigde in Genesis 3:22 dat de kennis van goed en kwaad de mens zou verhogen tot hemelse wezens. Jakob ziet hier een verband met Genesis 1:26,27: "Het morele inzicht dat door een nederlaag werd verworven, maakte de mens tot een evenbeeld van God".

### Intellectuele interpretatie
Een variant van de intellectueel georiënteerde benadering interpreteert de uitdrukking "goed en kwaad", waarin het Hebreeuwse zelfstandig naamwoord ַרַע, ra‘ kan worden vertaald als "kwaad" maar ook - met een moraaltheologisch duidende connotatie - als "slecht", zoals gebruikt in Deuteronomium 1:39 en 2 Samuel 19:36, als merisme (polaire uitdrukking) voor "alles", wat betekent: de mens wil alles weten, hij wil alles weten zoals God alles weet. Hij had als het ware gegeten van de boom der alwetendheid en zou om die reden graag alles willen weten. In dit streven wordt de intellectuele zelfoverschatting van de mens uitgedrukt, die door de oude Grieken werd aangeduid als hybris. Bij deze beschuldiging van hybris moet echter in gedachten worden gehouden dat het streven naar hogere kennis en godgelijkheid niet voortkwam uit Eva of Adam. Tegen de theorie pleit ook het feit dat JHWH in Genesis 3:22 stelde dat de mens "als een van ons" was geworden als het gaat om kennis van goed en kwaad, maar de mens is duidelijk niet alwetend geworden.

### Culturele interpretatie
De Nederlandse protestantse hoogleraar theologie Gijsbert van den Brink dateert de zondeval zo'n 45.000 jaar geleden. Het kan volgens hem niet eerder hebben plaatsgevonden, omdat er toen nog geen sprake was van een hoog genoeg bewustzijnsniveau van transcendentie en goed en kwaad was. Daarom stelt hij dat Gods gave van het 'beeld Gods' en de zondeval het beste in verband kunnen brengen met de culturele oerknal: de explosieve toename van menselijke creativiteit zo'n 45.000 jaar geleden. De eerste mensen vielen niet van een staat van geestelijke perfectie, maar van een staat van schuldeloosheid, aangezien ze eerder niet moreel verantwoordelijke wezens waren geweest.

## De zondeval in de beeldende kunst
In de beeldende kunst is de zondeval het belangrijkste thema rondom Adam en Eva. Los van scènes die direct verband houden met Genesis 3, worden ook de gevolgen van de val getoond, evenals de overwinning van Christus op de slang of Maria als slangenbezweerder. Ook de "boom des levens" en de "boom van kennis" worden in verschillende contexten - in het oerparadijs en het eschatologische paradijs, naast het kruis als symbool van overwinning over de dood - afgebeeld volgens onderscheidende representatiemethodes.

### De verboden vrucht
In de kunst is de betreffende vrucht vaak voorgesteld door een appel. Dit idee kan zijn ingegeven doordat het Latijnse malus zowel "appelboom" als "slecht" kan betekenen. Uit het verhaal van Genesis 3 valt echter niet op te maken of het een appel was of een andere vrucht.

"De zondeval" door Hendrick Goltzius
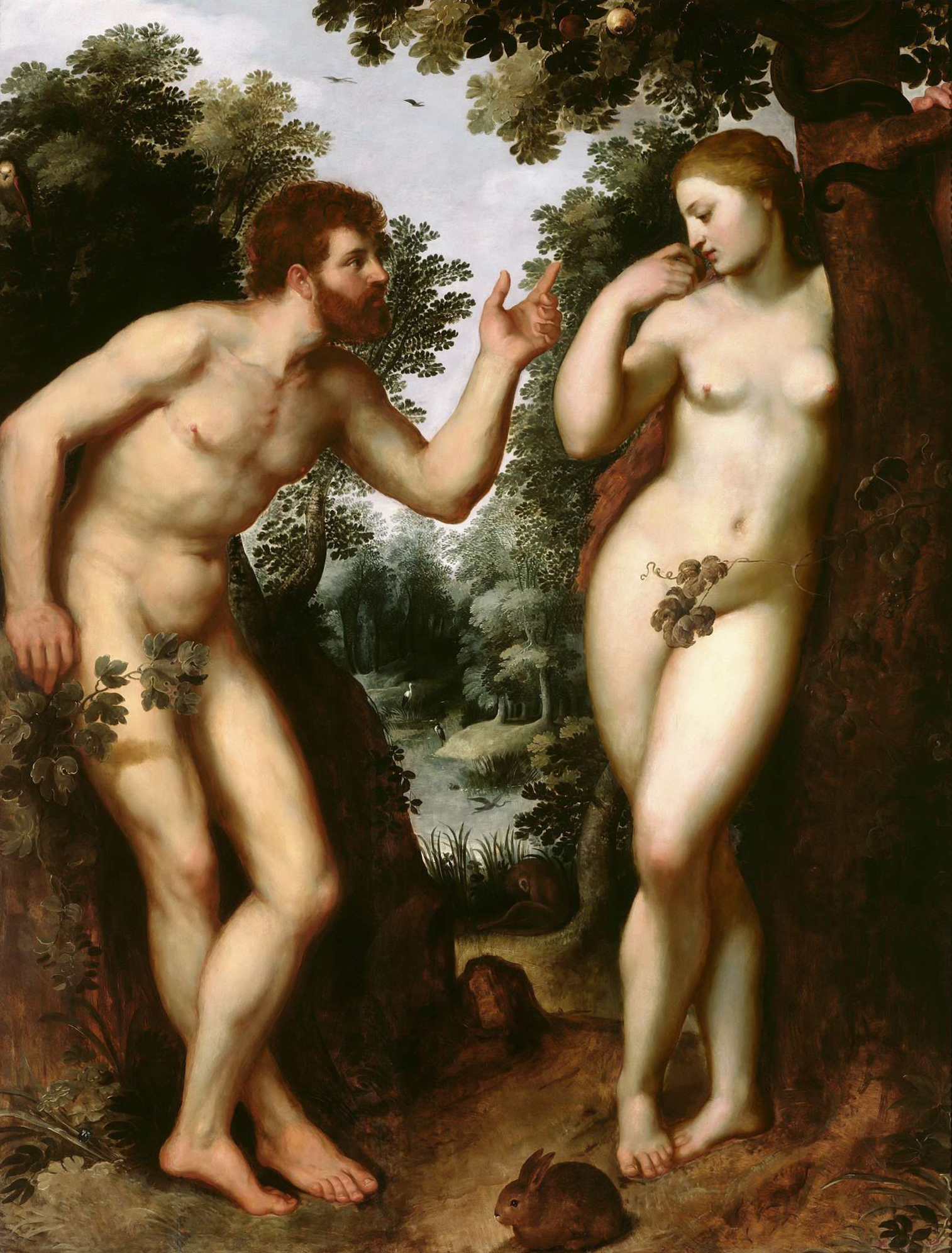
"Adam en Eva", door Peter Paul Rubens
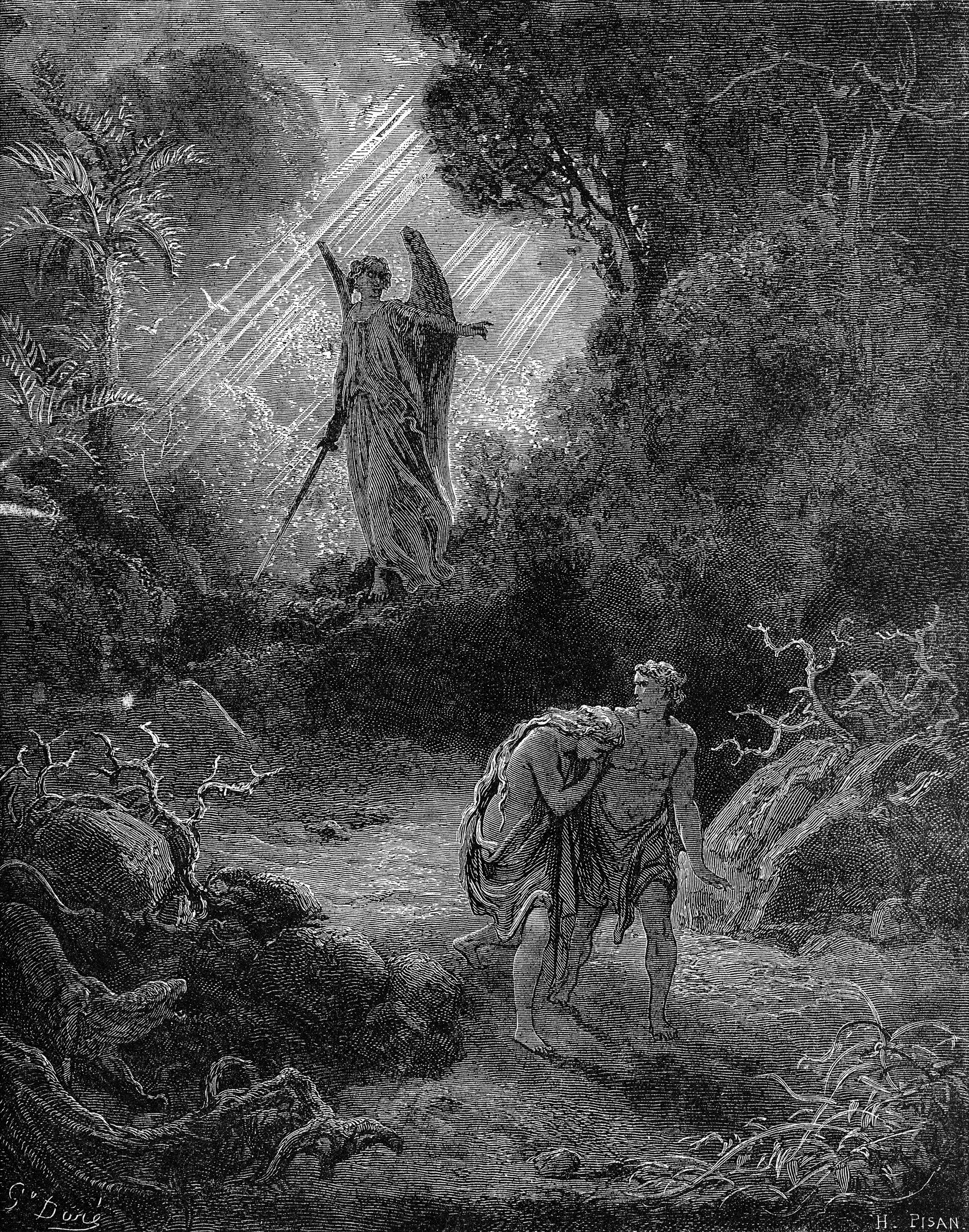
Gustave Doré: Adam en Eva uit het paradijs verdreven